# Jiuquan
Jiuquan is de meest westelijke "stadsprefectuur" van de Chinese provincie Gansu, Volksrepubliek China en ligt in de Hexicorridor aan de historische zijderoute.